# Mohamed El Alami
Pour les articles homonymes, voir Alami.
Mohamed el-Alami est un homme politique marocain. Il a été ministre du Commerce extérieur dans le gouvernement Filali II de janvier 1995 à août 1997.
Il a également été député de la circonscription de Mrirt[Quand ?] sous les couleurs du Mouvement populaire.